# 2017-es Radio Disney Music Awards
A 2017-es Radio Disney Music Awards díjátadót április 29-én tartották a Microsoft Theater csarnokba Los Angelesben, de az ünnepséget április 30-án mutatták be a Radio Disneyn és a Disney Channelen. A producer Den Of Thieves Productions.

## Jelöltek és nyertesek
A jelölteket március 3-án jelentették be.
| - Ariana Grande - Katy Perry - Lady Gaga - Meghan Trainor - Selena Gomez - Niall Horan - Justin Bieber - Nick Jonas - Shawn Mendes - Bruno Mars - Fifth Harmony - DNCE - One Direction - The Chainsmokers - Twenty One Pilots - "Treat You Better" – Shawn Mendes - "Cake by the Ocean" – DNCE - "Can't Stop the Feeling!" – Justin Timberlake - "Closer" – The Chainsmokers és Halsey - "Sit Still, Look Pretty" – Daya - Jake Paul - Alex Aiono - Baby Ariel - Jacob Sartorius - Jiffpom - Alessia Cara - Daya - DNCE - Hailee Steinfeld - Kelsea Ballerini - Grace VanderWaal - Jon Bellion - Jordan Fisher - Julia Michaels - Noah Cyrus - "Bad Things" – Camila Cabello és Machine Gun Kelly - "Beauty and the Beast" – Ariana Grande és John Legend - "I Don't Wanna Live Forever" – Taylor Swift és Zayn - "Just Hold On" – Steve Aoki és Louis Tomlinson - "We Don't Talk Anymore" – Charlie Puth és Selena Gomez - "Let Me Love You " – DJ Snake és Justin Bieber - "On Purpose" – Sabrina Carpenter - "Starving" – Hailee Steinfeld, Grey és Zedd - "Wild" – Troye Sivan és Alessia Cara - "Yeah Boy" – Kelsea Ballerini - Harmonizers – Fifth Harmony - Beliebers – Justin Bieber - Megatronz – Meghan Trainor - Mendes Army – Shawn Mendes - Selenators – Selena Gomez | - "24K Magic" – Bruno Mars - "Can't Stop the Feeling!" – Justin Timberlake - "HandClap" – Fitz and The Tantrums - "Juju on That Beat" – Zay Hilfigerrr és Zayion McCall - "Me Too" – Meghan Trainor - "Work" – Rihanna és Drake - "Bacon" – Nick Jonas és Ty Dolla $ign - "Cake by the Ocean" – DNCE - "Closer" – The Chainsmokers és Halsey - "No" – Meghan Trainor - "Cold Water" – Major Lazer és Justin Bieber és MØ - "Alone" – Marshmello - "Don't Let Me Down" – The Chainsmokers és Daya - "Millionaire" – Cash Cash, Digital Farm Animals és Nelly - "Never Forget You" – Zara Larsson és MNEK - "Shout Out to My Ex" – Little Mix - "I Hate U, I love U" – Gnash és Olivia O'Brien - "Make Me (Cry)" – Noah Cyrus és Labrinth - "Sorry" – Justin Bieber - "We Don't Talk Anymore" – Charlie Puth és Selena Gomez - "Revival Tour" – Selena Gomez - "21 Tour" – Hunter Hayes - "Future Now Tour" – Demi Lovato és Nick Jonas - "Purpose World Tour" – Justin Bieber - "The Untouchable Tour" – Meghan Trainor - Kelsea Ballerini - Dan + Shay - Florida Georgia Line - Sam Hunt - Sam Hunt - Maren Morris - Lauren Alaina - Old Dominion - RaeLynn - Temecula Road - "Peter Pan" – Kelsea Ballerini - "80s Mercedes" – Maren Morris - "From the Ground Up" – Dan + Shay - "H.O.L.Y." – Florida Georgia Line - "Think of You" – Chris Young és Cassadee Pope - "Cold Water" – Major Lazer és Justin Bieber és MØ - "Alone" – Marshmello - "Don't Let Me Down" – The Chainsmokers és Daya - "Millionaire" – Cash Cash, Digital Farm Animals és Nelly - "Never Forget You" – Zara Larsson és MNEK |

## Különdíjak
- Nick Jonas kapta meg a hős díjat.[3]
- Britney Spears kapta meg az Ikon-díjat.[4]